# 全缘粗叶榕
全缘粗叶榕（学名：Ficus hirta var. brevipila）为桑科榕属下的一个变种。

## 扩展阅读
- 維基物種上的相關：全缘粗叶榕